# 楠木正家
楠木 正家（くすのき まさいえ）
は、南北朝時代の武将。通称は左近蔵人。贈正四位。楠木正成の親族。延元の乱で、延元元年/建武3年（1336年）2月から12月11日にかけて、常陸久慈郡（のち那珂郡）瓜連城（現在の茨城県那珂市瓜連）を拠点として、足利方の佐竹氏と戦った。

## 生涯
建武2年（1335年）11月に、後醍醐天皇と足利尊氏の決裂が決定的になり、延元の乱が発生すると、正家も楠木氏棟梁の楠木正成に従って、後醍醐天皇方として戦う。
常陸国（現在の茨城県）へ正成の代官として派遣され、建武3年（1336年）2月6日、足利方についた佐竹貞義の息子である佐竹義直・佐竹義冬と戦い、義冬を討ち取る（『常陸密蔵院古文書』所収『佐竹貞義軍忠状　建武三年九月二十八日』）。
さらに、西国でも2月11日の豊島河原の戦いで足利尊氏が新田義貞・楠木正成に敗れて九州に敗走し、戦況は後醍醐天皇側有利になる。
2月25日、佐竹氏の佐竹幸乙丸が後醍醐天皇側に寝返り、常陸久慈郡（のち那珂郡）瓜連城（現在の茨城県那珂市瓜連）に籠城中の正家に加勢する（『薬王院文書』所収『佐竹幸乙丸著到状　延元々年五月四日』）。
その後、那珂通辰ら那珂・川野辺氏一族、広橋経泰、大掾高幹、長岡宣政ら大掾氏一族、千葉氏一族の相馬胤平と共に戦った。
しかし、九州で再起した足利尊氏が本州に戻り、5月25日、湊川の戦いで楠木氏惣領の正成が敗死すると、戦況は一転。7月から8月には足利方の相馬胤頼や伊賀盛光などが常陸国に加勢し、楠木正家は苦戦を強いられる。
12月11日、瓜連城陥落（『飯野八幡社古文書』所収『伊賀式部三郎盛光軍忠状　建武三年十二月日』）。その後の動向は不明。
大正3年（1914年）11月の大嘗会で、正四位を追贈された。

## 『太平記』
軍記物『太平記』（流布本）巻26「正行吉野へ参る事」では、楠木正行（正成の嫡子、小楠公）の部下として「楠将監」という人物が登場。おそらく、劇中では正平3年/貞和4年（1348年）1月5日の四條畷の戦いで正行と共に戦死したと考えられる。ただし、『太平記』の写本の系統によって違い、毛利本では「石楠将監西阿」、『参考太平記』では「楠将監西河」という人物になっていて、天正本では登場しない。

## 墓所
伝説によれば、正成の曾孫の楠木正家が秋田県仙北郡大沢郷村に入って出羽守を自称し城を築いたが、のち由利本荘内越に移って打越氏（由利十二頭の一つ）を名乗ったという。現在の秋田県由利本荘市大内地区岩谷に「正四位上副将軍楠出羽守橘朝臣正家之墓」と書かれた墓が立っている。秋田市内には伝・万里小路藤房墓も存在し、南朝の勢力もあったことから、この方面に派遣されたとしても不思議ではないが、墓とされるもの以外の証拠はない。
また、大阪府四條畷市四條畷神社では、主祭神の楠木正行配下の二十四将の一人「楠左近将監正家」として、息子（名称不明）と共に配祀されている。